# Armadillo alievi
Armadillo alievi är en kräftdjursart som beskrevs av Helmut Schmalfuss 1990. Armadillo alievi ingår i släktet Armadillo och familjen Armadillidae. Inga underarter finns listade i Catalogue of Life.